# Azalea Trail Maids
Les Azalea Trail Maids sont un groupe de cinquante jeunes filles choisies à l'issue de leur Senior Year (l'équivalent de la Terminale en France) d'high school (école secondaire) pour être des ambassadrices officielles de la ville de Mobile, Alabama. Les Azalea Trail Maids, qui incarnent la "Southern hospitality (en)", sont chargés d'accueillir les visiteurs de la ville de Mobile et de ses environs, et sont tenues de bien connaître les monuments de la ville de Mobile et son histoire. Elles font également des apparitions lors d'événements locaux, régionaux et même nationaux (elles représentent alors l'État de l'Alabama). Vêtues de vastes et extravagantes robes à crinoline, les Azalea Trail Maids représentent tout particulièrement la "Southern belle", c'est-à-dire l'archétype des jeunes filles des classes élevées des États du Sud des États-Unis d'avant la guerre de Sécession. En plus de leurs tenues, les Azalea Trail Maids doivent également avoir la politesse et les manières des jeunes filles de cette époque, et être toujours souriantes et avenantes.
Être une Azalea Trail Maid est un poste très convoité par les jeunes filles de Mobile et de ses environs, et très honorifique. Un maire de la ville de Mobile déclara : "These girls are the best and brightest that Mobile has to offer".

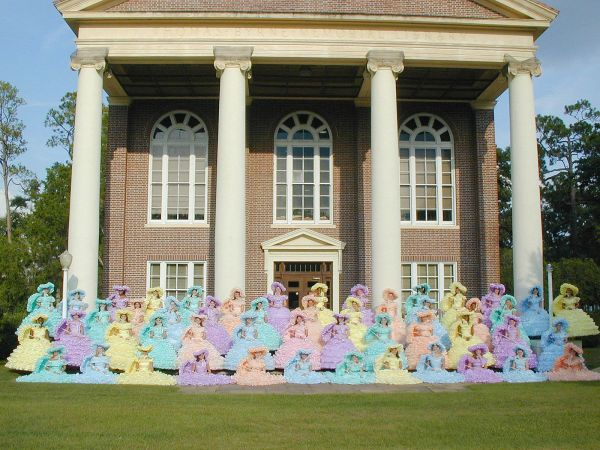
Les Azalea Trail Maids de l'année 2007 au campus du Spring Hill College.

## Histoire
Les Azalea Trail Maids tirent leur nom de l'Azalea Trail, un sentier de jardin de la ville de Mobile. La première Azalea Trail Court est fondée en 1949, et comportait seulement huit jeunes filles, deux de chacune des quatre écoles secondaires de la région. Dans les années 1950, il a été décidé que la cour comporterait cinquante jeunes filles graduées des écoles secondaires de la région de Mobile.

## Sélection des Azalea Trail Maids
Chaque année, des centaines de jeunes filles de Senior year d'écoles secondaires (17-18 ans, l'équivalent de la Terminale) tentent de devenir une Azalea Trail Maid. Chaque école secondaire (qui peut envoyer des candidates proportionnellement à son nombre d'élèves) a le premier niveau de compétition, à partir duquel 100 candidates (et une suppléante pour chaque école secondaire) sont choisies pour passer la « city interview ». Finalement, 50 jeunes filles sont choisies pour représenter la ville de Mobile, en tant qu'ambassadrices. Le programme est supervisé par l'organisation Jaycees (en).
La « city interview » est dirigée par un panel de juges qui ne sont pas de la région, ceci afin d'éviter le favoritisme envers certaines jeunes filles. La sélection des cinquante Azalea Trail Maids au terme de la « city interview » se fait sur de nombreux critères, incluant principalement :
L'intelligence : toutes les Azalea Trail Maids étaient des « bonnes élèves » en high school ;
La beauté : toutes les Azalea Trail Maids sont gracieuses et charmantes ;
La culture : toutes les Azalea Trail Maids doivent bien connaître les monuments de la ville de Mobile et son histoire, ainsi que les évènements actuels, afin de pouvoir répondre aux questions des visiteurs de la ville ;
La politesse, qui doit être exemplaire ;
ainsi bien sûr que l'aisance et l'aplomb.

## Robes et accessoires
Une fois que les cinquante Azalea Trail Maids sont choisies, l'étape suivante consiste à créer le costume (robe et accessoires) de chaque jeune fille. Les couleurs des robes sont : "baby maize", "petal peach", "baby blue", "light orchid" et "light aqua". La reine des Azalea Trail Maids (qui marche en tête lors des parades) porte une robe unique de couleur rose ("baby pink"). Pendant le processus du choix des robes, chaque jeune fille indique ses trois couleurs préférées (dans l'ordre de préférence) au Jaycees (en), qui prennent finalement la décision de la couleur que chaque jeune fille portera.
Chaque jeune fille demande à une couturière de fabriquer ses atours. Comme il y a cinquante Azalea Trail Maids, dix jeunes filles porteront chacune des cinq couleurs. Une des jeunes filles est nommée reine des Azalea Trail Maids (Azalea Trail Queen) lors d'une réception au début du mois de décembre, et sa robe sera rose. Quelques jours après l'annonce de la reine le tissu est distribué et la confection des robes commence.
Ces robes sont une représentation du style d'avant la guerre de Sécession, mais ne sont pas destinées à être authentiques. Elles sont cousues à partir de tissus en polyester et de rubans en polyester/satin. Chaque jeune fille doit avoir deux paires de gants (gants sans doigts), et une cape. Il existe des directives spécifiques pour les robes. Par exemple, le bord inférieur de la robe doit être quatre pouces (environ 10 centimètres) au-dessus du sol. En outre, les volants sur le bord du chapeau, le bord de l'ombrelle et la collerette autour des épaules sont obligatoires. Une robe d'Azalea Trail Maid coûte généralement entre 3000 et 6000$.

## Participations aux événements
Événements locaux et régionaux :
Durant leur année comme "ambassadrices officielles" de la ville de Mobile, en plus d'accueillir les visiteurs de la ville, les Azalea Trail Maids font de nombreuses apparitions locales. Beaucoup d'Azalea Trail Maids font plusieurs apparitions par semaine. Les jeunes filles participent à un grand nombre de cérémonies et d'événements. Les apparences locales des Azalea Trail Maids comprennent en particulier l'"America's Junior Miss", le "Senior Bowl", le "GMAC Bowl", et diverses parades. Les Azalea Trail Maids ne se montrent pas seulement dans leurs belles robes, mais aident aussi bénévolement des organismes locaux tels que les "Young Women's Civic Club".

Événements nationaux :
Non seulement les Azalea Trail Maids font de nombreuses apparitions locales, mais elles voyagent également pour plusieurs apparitions nationales pendant leur année en tant qu'ambassadrices de la ville de Mobile. Les Azalea Trail Maids participent à plusieurs grands événements tels la Parade du Quatre Juillet à Atlanta,, la "Macy's Thanksgiving Day Parade" à New York, la "Rose Bowl Parade" ("Parade des fleurs") à Pasadena, la "Christmas Parade" ("Parade de Noël") à Chicago, la "Thanksgiving Day Parade" à Philadelphie, et l'"Easter Parade" ("Parade de Pâques") à Walt Disney World Resort,,. Les Azalea Trail Maids participent également aux parades lors des inaugurations présidentielles, comme celles de George W. Bush en 2004 et de Barack Obama en 2008.

## Controverse lors de l'inauguration de la présidence de Barack Obama
Une controverse a éclaté en janvier 2009, après que le groupe a été invité par le comité d'investiture de Barack Obama pour représenter l'Alabama durant la parade inaugurale. Le président de la Conférence d'État de l'Alabama de la NAACP, Edward Vaughn, a déclaré qu'un autre groupe devait représenter l'Alabama dans le défilé afin de mieux refléter l'histoire de l'État, que les costumes de style d'avant la guerre de Sécession des Azalea Trail Maids rappelaient l'époque de l'esclavage, et que le groupe serait une "risée". Les nombreux partisans des Azalea Trail Maids ont défendu l'organisation, précisant que les robes sont aussi censées représenter les fleurs d'azalée et que le groupe a la diversité raciale. À la suite des commentaires d'Edward Vaughn, Sam Jones (en), le premier maire afro-américain de Mobile, a publié une déclaration écrite :
"Les Azalea Trail Maids représentent la beauté de Mobile. Après tout, nous sommes la ville des Azalées. Nous sommes extrêmement fiers de leur participation à l'investiture du président élu Barack Obama et je ne vois pas de groupe qui représente mieux le caractère et la diversité de notre ville pour participer cet événement historique. Ces jeunes filles sont d'excellentes ambassadrices de Mobile".
Les commissaires du comté de Mobile, qui discutèrent à propos de la controverse autour des Azalea Trail Maids lors de leur réunions, déclarèrent qu'ils étaient déçus par la critique de Vaughn :
"Les Azalea Trail Maids ne représentent pas la Confédération ou les temps d'avant la guerre de Sécession, mais reflètent la beauté de Mobile et ses plus de 300 ans d'histoire fascinante".
Finalement Barack Obama lui-même a pris parti pour les Azalea Trail Maids, Edward Vaughn s'est ensuite excusé pour avoir traité le groupe de "risée", et les Azalea Trail Maids ont bien participé à la parade inaugurale le 20 janvier 2009. Ainsi cette controverse, bien qu'ayant fait couler beaucoup d'encre, n'eut par la suite aucune conséquence pour les Azalea Trail Maids.

## Imitations et influences
D'autres groupes de "Trail Maids", aussi habillées de vastes robes à crinoline, ont vu le jour plus récemment. Le plus connu est les Dogwood Trail Maids, groupe composé de six jeunes filles habillées respectivement de robes violette, jaune, verte, orange, bleue et rose.
À noter aussi que la "Pasadena Rose Queen" et "Royal Court" présente aussi de nombreuses ressemblances avec les Azalea Trail Maids.
Enfin, les Azalea Trail Maids ont inspiré directement le roman "Never Sit Down in a Hoopskirt and Other Things I Learned in Southern Belle Hell" de Crickett Rumley (originaire de Mobile), l'auteur ayant juste remplacé la ville de Mobile par la ville (imaginaire) de "Bienville" (qui est censée aussi se situer en Alabama), et les Azalea Trail Maids par les (imaginaires) "Magnolia Maids". Pour écrire son roman, Crickett Rumley s'est servie de réels témoignages d'anciennes et actuelles Azalea Trail Maids. Elle déclare à ce sujet :
"I interviewed five Azalea Trail Maids, three who were serving at the time, and two alumnae. I had a ball with them ! All of them were so smart, outgoing, and personable and they provided me with a fountain of helpful informations".